# Хімлі
Хімлі (англ. Himley) — село в Англії, у церемоніальному графстві Стаффордшир. Розташоване за 4 милі від міста Дадлі й за 5 миль від міста Вулверхемптон. Населення села становить 802 особи (перепис 2011 року), територія — 4,9 км².
В селі розташований маєток Хімлі-Холл, колишній будинок баронів Дадлі.

## Виноски
1. ↑  Parish Profiles // 2021 United Kingdom census — Office for National Statistics.